# McLaren MP4-21
La McLaren MP4-21 è un'automobile monoposto sportiva di Formula 1, costruita dalla McLaren per partecipare al Campionato mondiale di Formula 1 2006.
Progettata da Adrian Newey, la vettura è stata inizialmente guidata da Kimi Räikkönen e Juan Pablo Montoya, con quest'ultimo che dal Gran Premio di Francia è passato alla NASCAR venendo sostituito da Pedro de la Rosa.
Nelle 18 gare disputate ha ottenuto tre pole position ed altrettanti giri veloci, in entrambi i casi per mano del finlandese Räikkönen, e un totale di 9 podi fra i tre piloti, ma nessuna vittoria. Al termine della stagione si è classificata al terzo posto tra i costruttori.

## Presentazione
La vettura è stata presentata il 23 gennaio 2006.

### Livrea e sponsor
La livrea presenta una colorazione grigia metallizzata, con alcuni inserti neri e rossi in ossequio ai nuovi sponsor Fly Emirates e Johnnie Walker.

## Sviluppo
La McLaren MP4-21 è un'evoluzione della monoposto utilizzata dalla scuderia britannica nel corso della stagione precedente. Il telaio e le linee generali della nuova vettura, del resto, ricalcano ampiamente quelle della MP4-20.

### Aerodinamica
Dal punto di vista aerodinamico il primo profilo caratterizzante della MP4-21 è l'adozione di un alettone anteriore basso, corto e stretto, la cui parte inferiore assume una peculiare forma a cucchiaio che ricalca in gran parte quello della MP4-20, mentre dietro le ruote anteriori è possibile apprezzare degli schermi sdoppiati. Significativa è anche la presenza di pance corte e scavate nella parte inferiore con imbocco triangolare. Per quanto riguarda gli sfoghi dell'aria calda nella parte superiore, presentano una forma a ciminiera incurvata verso l'esterno che permette l'integrazione di scarichi alti e viene installato un impianto di feritoie trasversali sulle fiancate. Davanti alle ruote posteriori è possibile individuare un complesso di ricercati particolari aerodinamici comprensivo di pinne, spoiler e derive verticale, inoltre un piccolo alettone è collocato sul cofano motore e sopra il cambio. Un ulteriore profilo aerodinamico è collocato ai lati della luce posteriore. Le paratie dell'alettone posteriore presentano un angolo superiore smussato e seguono la curvatura della ruota, infine nella parte alta sono individuabili delle feritoie orizzontali. La struttura deformabile posteriore ha anche funzione aerodinamica.

### Telaio e sospensioni
Il telaio della MP4-21 è un monoscocca in fibra di carbonio ed alluminio a nido d'ape, come il cofano motore, con una zavorra di circa 90 chilogrammi per raggiungere il peso regolamentare di 600. I radiatori dell'acqua e dell'olio sono monolitici e ricurvi.
Per quanto riguarda le sospensioni, la sospensione anteriore adotta uno schema push-rod con attacchi inferiori sdoppiati ed ancoraggio sullo spigolo inferiore della scocca. Il triangolo superiore è rialzato e caratterizzato da un profilo alare che integra il braccio dello sterzo. La sospensione posteriore è caratterizzata invece dal fatto che l'elemento esterno della presa d'aria ha un profilo aerodinamico. Caratteristica comune è l'attacco del puntone delle sospensioni, infulcrato sul portamozzo. Le pinze dei freni sono oblique, con presa d'aria a cestello che copre il disco e permette l'espulsione dell'aria calda assialmente.

### Motore
A causa del cambio di regolamento, la Mercedes-Benz sostituisce i precedenti motori V10 da 3000 cm con il nuovo FO 108S, un V8 inclinato a 90° da 2400 cm, due alberi a camme e quattro valvole per cilindro. Il propulsore pesa 95 chilogrammi, ha un alesaggio di 98 mm e sia il monoblocco sia la testa sono realizzate in alluminio. La gestione elettronica libera è realizzata da McLaren Electronic Systems, che grazie all'impianto STAR2 System permette al propulsore di sprigionare più di 700 CV a 20.000 giri/min, regime massimo di rotazione imposto dal regolamento. La vita massima dell'unità propulsiva è circa 1800 chilometri, la distanza delle prove e della gara di due Gran Premi.

## Risultati completi
La stagione si rivela sostanzialmente deludente, con la vettura che non conquista nessuna vittoria e si dimostra in calo rispetto alla stagione precedente.
(i Risultati in Grassetto indicano una Pole Position)
| Anno | Squadra | Motore           | Gomme | Piloti     | 1   | 2   | 3   | 4   | 5   | 6   | 7   | 8   | 9   | 10  | 11  | 12  | 13  | 14  | 15  | 16  | 17  | 18  | Posizione | Punti |
| ---- | ------- | ---------------- | ----- | ---------- | --- | --- | --- | --- | --- | --- | --- | --- | --- | --- | --- | --- | --- | --- | --- | --- | --- | --- | --------- | ----- |
| 2006 | McLaren | Mercedes-Benz V8 | M     |            | BHR | MAL | AUS | SMR | EUR | SPA | MON | GBR | CAN | USA | FRA | GER | UNG | TUR | ITA | CIN | GIA | BRA | 3°        | 110   |
| 2006 | McLaren | Mercedes-Benz V8 | M     | Räikkönen  | 3   | Rit | 2   | 5   | 4   | 5   | Rit | 3   | 3   | Rit | 5   | 3   | Rit | Rit | 2   | Rit | 5   | 5   | 3°        | 110   |
| 2006 | McLaren | Mercedes-Benz V8 | M     | Montoya    | 5   | 4   | Rit | 3   | Rit | Rit | 2   | 6   | Rit | Rit |     |     |     |     |     |     |     |     | 3°        | 110   |
| 2006 | McLaren | Mercedes-Benz V8 | M     | de la Rosa |     |     |     |     |     |     |     |     |     |     | 7   | Rit | 2   | 5   | Rit | 5   | 11  | 8   | 3°        | 110   |